# Aerofoni
Aerofoni glasbeni instrumenti so skupina glasbil, ki je sestavljena iz cevi, v kateri zveni zračni steber. Ti instrumenti praviloma intonirajo (oddajajo točno določene tonske višine, ki jih lahko zapišemo z notami).
V to skupino spadajo pihala, trobila, orgle, harmonika, ustna harmonika (orglice), itd.